# Max (streamingtjeneste)
Max er en amerikansk streamingtjeneste. Tjenesten ejes af den amerikanske mediekoncern Warner Bros. Discovery.

## Historie
WarnerMedia lancerede streamingtjenesten HBO Max den 27. maj 2020 i USA med indhold fra mediekoncernens forskellige brands, herunder tv-kanalen HBO.
I 2022 fusionerede WarnerMedia med selskabet Discovery, Inc. til Warner Bros. Discovery. Samme år meddeltes det, at man planlagde en sammenlægning af det nye selskabs to streamingtjenester HBO Max og Discovery+. Den nye streamingtjeneste startede i USA 23. maj under navnet Max og blev udrullet til andre lande i løbet af 2023 og 2024. WBD havde købt domænenavnet max.com tidligere samme år fra fødevareselskabet Max International.
Navnet HBO blev fjernet fra tjenestens navn under rebrandingen, ifølge selskabet fordi det ønskede, at navnet HBO skulle bruges som et brand for egenproducerede programmer i stedt for at blive associeret med hele streamingtjenestens udbud, som blandt andet indeholdt mange børne- og familieprogrammer, der genremæssigt harmonerede dårligt med HBO's image som high-end underholdning for voksne.

### Danmark
Streamingtjenesten HBO Nordic blev lanceret i Norge, Sverige, Danmark og Finland i 2012. 21. maj 2024 blev HBO Max afløst af efterfølgeren Max i Danmark, som udover indholdet fra det gamle HBO Max også bød på programmer fra Discovery+.